# Salem-Preis
Der Salem-Preis (französisch Prix Salem) ist ein Mathematikpreis, der von der Witwe des Mathematikers Raphaël Salem gestiftet wurde. Er wird seit 1968 an junge Mathematiker und Mathematikerinnen vergeben, die in Gebieten herausragende Leistungen erbracht haben, die von Raphaël Salem beeinflusst wurden, vor allem in dem Gebiet der Fourierreihen.

## Preisträger
- 1968 Nicholas Varopoulos
- 1969 Richard Allen Hunt
- 1970 Yves Meyer
- 1971 Charles Fefferman
- 1972 Thomas William Körner
- 1973 Jewgeni Michailowitsch Nikischin
- 1974 Hugh Montgomery
- 1975 William Beckner
- 1976 Michael Herman
- 1977 S. V. Bockarev
- 1978 Björn E. Dahlberg
- 1979 Gilles Pisier
- 1980 Stylianos Pichorides
- 1981 Peter Jones
- 1982 Alexei B. Aleksandrov
- 1983 Jean Bourgain
- 1984 Carlos Kenig
- 1985 Thomas Wolff
- 1986 Nikolai Georgijewitsch Makarow
- 1987 Guy David und Jean Lin Journe
- 1988 Alexander Volberg und Jean-Christophe Yoccoz
- 1990 Sergei Konyagin
- 1991 Curtis T. McMullen
- 1992 Mitsuhiro Shishikura
- 1993 Sergei Treil
- 1994 Kari Astala
- 1995 Håkan Eliasson
- 1996 Michael T. Lacey und Christoph Thiele
- 1998 Trevor Wooley
- 1999 Fedor Nazarov
- 2000 Terence Tao
- 2001 Oded Schramm und Stanislaw Smirnow
- 2002 Xavier Tolsa
- 2003 Elon Lindenstrauss und Kannan Soundararajan
- 2005 Ben Green
- 2006 Stefanie Petermichl und Artur Avila
- 2007 Akshay Venkatesh
- 2008 Bo'az Klartag und Assaf Naor
- 2010 Nalini Anantharaman
- 2011 Dapeng Zhan und Julien Dubedat
- 2013 Lawrence Guth
- 2014 Dmitry Chelkak
- 2016 Maryna Viazovska
- 2018 Alexander Logunov
- 2023 Sarah Peluse und Julian Sahasrabudhe
- 2024 Miguel Walsh und Yilin Wang